# Шенјанг
Шенјанг (Шен'јанг) (кин: 沈阳市 / 瀋陽市, Shěnyáng, манџурски Mukden) град је на североистоку Народне Републике Кине и главни град покрајине Љаонинг. То је културни и привредни центар Манџурије (североисточна Кина). Према процени из 2009. године у граду је живело 3.543.444 становника. Територија града покрива површину од 12.942 км².

## Географија

### Клима
| Клима (Шенјанг)            | Клима (Шенјанг) | Клима (Шенјанг) | Клима (Шенјанг) | Клима (Шенјанг) | Клима (Шенјанг) | Клима (Шенјанг) | Клима (Шенјанг) | Клима (Шенјанг) | Клима (Шенјанг) | Клима (Шенјанг) | Клима (Шенјанг) | Клима (Шенјанг) | Клима (Шенјанг) |
| Показатељ \ Месец          | .Јан.           | .Феб.           | .Мар.           | .Апр.           | .Мај.           | .Јун.           | .Јул.           | .Авг.           | .Сеп.           | .Окт.           | .Нов.           | .Дец.           | .Год.           |
| -------------------------- | --------------- | --------------- | --------------- | --------------- | --------------- | --------------- | --------------- | --------------- | --------------- | --------------- | --------------- | --------------- | --------------- |
| Средњи максимум, °C (°F)   | −5,2 (22,6)     | −1,7 (28,9)     | 6,4 (43,5)      | 16,0 (60,8)     | 23,2 (73,8)     | 27,1 (80,8)     | 29,0 (84,2)     | 28,3 (82,9)     | 23,5 (74,3)     | 15,9 (60,6)     | 5,7 (42,3)      | −2,2 (28)       | 13,8 (56,8)     |
| Просек, °C (°F)            | −11,5 (11,3)    | −7,8 (18)       | 0,7 (33,3)      | 9,8 (49,6)      | 17,2 (63)       | 21,7 (71,1)     | 24,5 (76,1)     | 23,6 (74,5)     | 17,3 (63,1)     | 9,5 (49,1)      | 0,3 (32,5)      | −7,9 (17,8)     | 8,1 (46,6)      |
| Средњи минимум, °C (°F)    | −16,6 (2,1)     | −13,1 (8,4)     | −4,4 (24,1)     | 3,8 (38,8)      | 11,1 (52)       | 16,6 (61,9)     | 20,4 (68,7)     | 19,3 (66,7)     | 11,9 (53,4)     | 4,1 (39,4)      | −4,2 (24,4)     | −12,5 (9,5)     | −2,5 (27,5)     |
| Количина падавина, mm (in) | 6,7 (2,64)      | 8,1 (3,19)      | 16,3 (6,42)     | 42,8 (16,85)    | 51,1 (20,12)    | 86,8 (34,17)    | 166,5 (65,55)   | 157,4 (61,97)   | 76,8 (30,24)    | 42,2 (16,61)    | 17,1 (6,73)     | 8,6 (3,39)      | 684,4 (269,45)  |
| [ тражи се извор ]         |                 |                 |                 |                 |                 |                 |                 |                 |                 |                 |                 |                 |                 |

## Становништво
Према процени, у граду је 2009. живело 3.543.444 становника.
| 1990.     | 2000.     | 2009.     |
| --------- | --------- | --------- |
| 3.046.382 | 3.372.216 | 3.543.444 |

## Партнерски градови
- Солун
- Кавасаки
- Рамат Ган
- Сапоро
- Торино
- Чикаго
- Иркутск
- Кезон Сити
- Монтереј
- Сонгнам
- Јаунде
- Катовице